# Дорога в Кара-Кійїк
«Дорога в Кара-Кійїк» — радянський художній фільм 1975 року, знятий режисером Усенжаном Ібрагімовим на кіностудії «Киргизфільм».

## Сюжет
Дія фільму розгортається довкола головного героя Толена Мамитбекова. Він людина важкої, невдалої долі, колишній карний злочинець, який намагається у свої сорок років розпочати нове життя. У цьому допомагають йому друзі-геологи і проста сільська жінка Шакен, яка потребує вірного друга і помічника. Мамитбеков — вихованець дитбудинку. Толен та Шакен поводяться достовірно, життєво. Люблять один одного. Однак приховують свої почуття до того часу, поки не одружуються. У цих взаєминах підкуповує головне — повага до людської гідності, довірливість і повне взаємне розуміння душевного стану кожного.

## У ролях
- Асанбек Умуралієв — Толен Мамбетов
- Джамал Сейдакматова — Шакен
- Турсун Уралієв — Абдирасул
- Асанкул Куттубаєв — Борубай
- Володимир Ліппарт — Коньков
- Джапар Садиков — Молдокан
- Ашир Чокубаєв — Каликов
- К. Садиков — Сабіт
- А. Садикова — Булбул
- Еркін Асаналієв — Абакір
- Жекшенаали Арсигулов — епізод
- Сатибалди Далбаєв — епізод
- Алла Суркова — епізод
- Сайнабубу Джунушалієва — епізод
- Ермек Нанаєв — Толен Мамбетов у юності
- А. Водолазький — епізод

## Знімальна група
- Режисер — Усенжан Ібрагімов
- Сценарист — Іфраїм Ібрагімов
- Оператор — Олексій Кім
- Композитор — Есенгул Джумабаєв
- Художник — Джолдожбек Касималієв